# True Colors (bài hát của Zedd và Kesha)
True Colors là bài hát do nhà sản xuất nhạc điện tử Nga-Đức Zedd sản xuất. Phiên bản gốc của bài hát bao gồm giọng hát không xác nhận của Tim James và đã được đưa vào album studio thứ hai của Zedd, True Colors (2015). Các đơn chính thức là một phiên bản mới của ca khúc với giọng hát được cung cấp bởi ca sĩ người Mỹ Ke$ha và được phát hành dưới dạng đĩa đơn thứ tư của album vào ngày 29, 2016. Họ đã biểu diễn trực tiếp tại Coachella 2016. Bài hát xuất hiện trong FIFA 17.

## Bối cảnh
"True Colors" là bản phát hành âm nhạc đầu tiên của Ke$ha trong hơn ba năm, vì cô đã bị khóa trong một vụ kiện với nhà sản xuất của cô, Dr.Luke, sau mười năm bị cáo buộc lạm dụng. Lần đầu tiên cô biểu diễn bài hát như một khách mời trong bộ phim của Zedd tại Coachella 2016. Vào cuối tháng 4, cả Ke$ha và Zedd đã đăng ảnh lên các tài khoản truyền thông xã hội của họ xác nhận họ đã thu âm cùng nhau.

## Thành phần
"True Colors" là một bản ballad giữa giai đoạn trong phím D minor với tốc độ 126 nhịp mỗi phút. Nó đi sau một tiến trình âm thanh của Dm-C-Gm-Dm. Giọng hát của Ke$ha từ B 3 đến G ♭ 5. Đoạn nhạc mở ra với giai điệu phím tắt âm thanh trước khi dần dần xây dựng đến đỉnh điểm của những trống và chuông vui nhộn; một sự khởi đầu từ single "part anthem" của Ke$ha. Đối với một người bình luận về NME, đó là "một bản ballad electro điện tâm trạng vui nhộn."

## Tiếp đón
Biên tập viên Rolling Stone Brittany Spanos gọi đó là một "sự trở lại chiến thắng" cho Ke$ha. So sánh nó với phiên bản album, cô đã nói "phong cách này là vĩ đại hơn" trong Kesha's take. Đồng ý với Nigel M. Smith từ The Guardian đã viết "cơn thịnh nộ âm thanh của Ke$ha đã làm cho đường đua trở nên cháy bỏng trong quá trình nhập thể trước đây của nó." Lars Brandle của Billboard đã viết bài hát "là một giai điệu mạnh mẽ, buồn thảm và, lyrically, Ke$ha đang trong một khung chiến đấu." August Brown trong Los Angeles Times lưu ý: "Tại Coachella, sự xuất hiện bất ngờ của cô ấy có sự hấp dẫn của một thứ gì đó hơn là một ngôi sao nhạc pop khác. Phiên bản thu âm này là một lời nhắc nhở chào mừng của tài năng ca hát đáng kể của Ke$ha." Lucas Villa của AXS ca ngợi hướng của Zedd, viết "Dưới Dr Luke, giọng hát của cô phần lớn đã được xử lý thành địa ngục, nhưng với Zedd, Ke$ha đã gửi tin nhắn mạnh mẽ cho bài hát". Mặc dù đã có sự quảng bá tối thiểu từ đài phát thanh hoặc một hãng thu âm lớn, bài hát đã bán được 52.000 bản trong tuần đầu tiên và đứng ở vị trí thứ 8 trên bảng xếp hạng ITunes của Mỹ. 

## Biểu đồ
| Biểu đồ (2016)                      | Vị trí cao điểm |
| ----------------------------------- | --------------- |
| Úc (ARIA)                           | 76              |
| Canada (Canadian Hot 100)           | 66              |
| Pháp (SNEP)                         | 191             |
| Ireland (IRMA)                      | 81              |
| Anh Quốc (OCC)                      | 78              |
| Hoa Kỳ Billboard Hot 100            | 74              |
| Hoa Kỳ Dance Club Songs (Billboard) | 38              |

## Lịch sử phát thanh và phát hành
| Quốc gia | Ngày      | Định dạng               | Nhãn                                  | Ref.  |
| -------- | --------- | ----------------------- | ------------------------------------- | ----- |
| Hoa Kỳ   | 29/4/2016 | Tải kĩ thuật số         | Interscope Kemosabe Polydor Universal | [ 8 ] |
| Italy    | 29/4/2016 | Đài phát thanh hiện đại | Interscope Kemosabe Polydor Universal | [ 9 ] |